# Matt Schulze
Matthew Steven "Matt" Schulze (St. Louis (Missouri), 3 de Julho de 1972) é um ator, diretor e músico norte-americano. Ele é conhecido por seu papel do personagem "Vince" da série Velozes e Furiosos e Velozes e Furiosos 5: Operação Rio.

## Carreira
Schulze fez sua grande estréia no filme de ação Blade no ano de 1998 como o personagem Crease. Ele também estreou em um episódio de Dream Sorcerer, no qual ele entrava nos sonhos das mulheres e as matava. Em 1999, Schulze protagonizou o filme Dementia (filme de 1999) de Woody Keith. Seu próximo filme foi um comédia adolescente Boys & Girls, onde ele fez um pequeno papel como Paul. Em 2001, Ele estreou em Downward Angel. No mesmo ano em que apareceu como Vince em Velozes e Furiosos. Schulze retornou em Blade II atuando como o vampiro assassino Chupa, e no mesmo ano Schulze atuou como outro vilão em Carga Explosiva. Em 2004, Ele novamente atuou como antagonista em Fúria em Duas Rodas.
Desde então ele atuou em filmes como Maldito Coração, 7 Múmias e Lance Final. Ele também participou de episódios das séries CSI: Miami e Law & Order: Special Victims Unit. Também apareceu em dois filmes de 2007: Justiça a Qualquer Preço e Instinto Secreto. Em 2008, Schulze escreveu, dirigiu e estreou na web série The Acquirer. O filme foi produzido em Paris e filmado inteiramente em alta definição, estreando Tom Sizemore como Lucien, um ladrão de jóias internacional. Ele retornou para o quinto filme da franquia Velozes e Furiosos, Velozes e Furiosos 5: Operação Rio, reprisando seu papel como Vince.

## Filmografia
| Ano  | Título                             | Personagem                       |
| ---- | ---------------------------------- | -------------------------------- |
| 1998 | Blade                              | Crease                           |
| 1998 | Charmed                            | Whitaker Berman                  |
| 1999 | Dementia                           | Sonny                            |
| 2000 | Boys and Girls                     | Paul                             |
| 2001 | Downward Angel                     | John Hunter                      |
| 2001 | Velozes e Furiosos                 | Vince                            |
| 2002 | Carga Explosiva                    | Darren "Wall Street" Bettencourt |
| 2002 | Blade II                           | Chupa                            |
| 2002 | Maldito Coração                    | Kenny                            |
| 2004 | Fora de Alcance                    | Faisal                           |
| 2004 | Fúria em Duas Rodas                | Henry                            |
| 2005 | Caçadores de Recompensa            | Geronimo                         |
| 2006 | 7 Múmias                           | Rock                             |
| 2006 | Lance Final                        | Dan Marlowe                      |
| 2007 | Justiça a Qualquer Preço           | Custis                           |
| 2007 | Instinto Secreto                   | Meeks                            |
| 2008 | The Acquirer                       | Lucien                           |
| 2009 | Maré de Azar                       | Willie                           |
| 2011 | Velozes e Furiosos 5: Operação Rio | Vince                            |